# Provincia de Camagüey
Camagüey es la provincia más oriental del centro de Cuba, y es la de mayor área. Antes de la actual división político-administrativa incluía el territorio de la actual vecina provincia de Ciego de Ávila y partes de los de Sancti Spíritus y Las Tunas.

## Historia
El nombre también lo lleva la ciudad capital de la provincia, una de las primeras villas fundadas en Cuba, con el nombre de Santa María del Puerto del Príncipe el 2 de febrero de 1514 y se enclavaba en la zona de Punta del Guincho, en la bahía de Nuevitas, costa norte de la provincia, muy cerca de la ciudad de Nuevitas cabecera del municipio del mismo nombre. Debido al acoso de los piratas, corsarios y bucaneros de los siglo XVI y siglo XVII, la ciudad fue trasladada al centro de la provincia, esta es la principal razón de su actual ubicación. Además, se ha de remarcar el carácter arquitectónico de la ciudad, que se ve también empapado de esta amenaza constante, siendo así su centro histórico un verdadero laberinto de callejuelas y pequeñas plazas. Después de la revolución cubana de 1959 el sitio fue protagonista del asunto de Huber Matos.

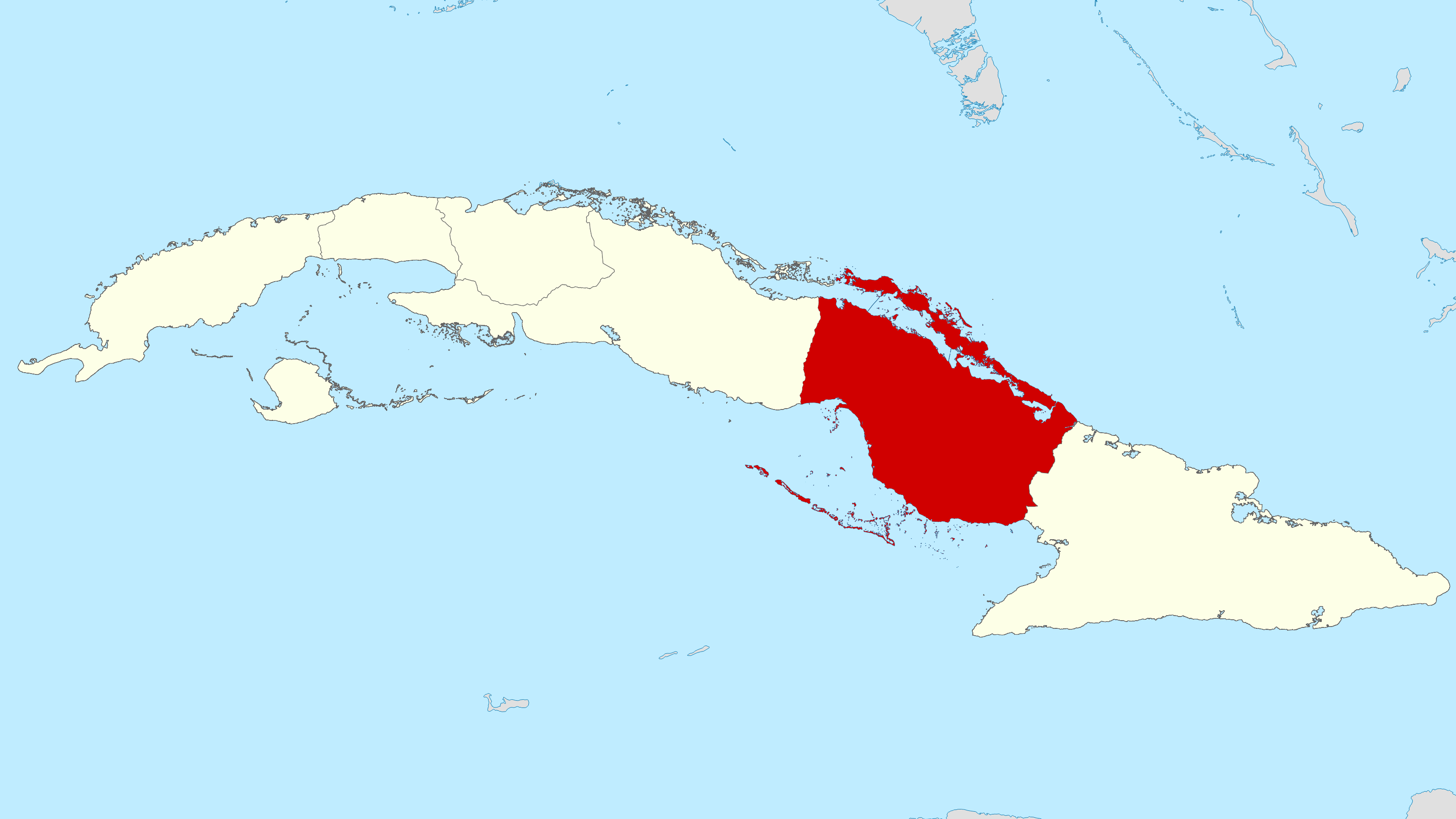
Provincia de Puerto Príncipe en 1878

Desde que formaba parte de la primera división sociopolítica de la isla, se caracterizó por ser foco de las industrias azucarera y ganadera, debido en gran parte a sus amplios prados, y sus casi inexistentes montañas. La principal formación montañosa se encuentra en la Sierra de Cubitas (al norte de la provincia).
Camagüey, cuenta además con el segundo macizo coralino más largo del mundo (norte de la provincia), solo superado por la Gran Barrera Coralina australiana. De esta manera los amantes del buceo tienen cita obligada en las aguas de Santa Lucía. Además, se encuentra el Parque nacional Sierra de Cubitas, un área protegida hogar de una gran cantidad de plantas y animales.
Actualmente la ciudad de más 300.000 habitantes es uno de los principales nudos de comunicación entre el oriente de Cuba y el occidente, siendo la tercera ciudad de Cuba, en cuanto a habitantes.

## División administrativa

### Municipios
- Camagüey
- Guáimaro
- Nuevitas
- Céspedes
- Jimaguayú
- Sibanicú
- Esmeralda
- Minas
- Sierra de Cubitas
- Florida
- Najasa
- Vertientes
- Santa Cruz del Sur

## Educación

### Universidades
- Universidad de Ciencias Médicas Carlos J Finlay.
- Filial de la Universidad de las Artes de Camagüey (ISA).
- Universidad de las Ciencias de la Cultura física y el deporte de Camagüey, Comandante Manuel Piti Fajardo.

Fajardo Camagüey
- Universidad de Ministerio del Interior.
- Universidad de Camagüey, Ignacio Agramonte y Loynaz.

Universidad de Camagüey Ignacio Agramonte y Loynaz
- Instituto Superior Pedagógico José Martí.

Universidad de Ciencias Pedagógicas José Martí

### Centros Preuniversitarios
En esta provincia existen varios centros preuniversitarios en los que se preparan estudiantes que han culminado la Educación Secundaria Básica y desean ingresar en alguna de las universidades del país. Estos centros existen en toda la Isla, sin embargo los camagüeyanos se destacan por un excelente claustro de profesores, estudiantes con un elevado nivel cultural y una disciplina y preparación general impecable. En la provincia destacan como centros preuniversitarios modelo la Escuela Militar Camilo Cienfuegos (Los Camilitos), la Academia de Artes Vicentina de la Torre (La Vicentina) y el Instituto Preuniversitario Vocacional de Ciencias Exactas Máximo Gómez Báez (La Vocacional). Aunque la Academia antes mencionada no califica por completo en el perfil general de preuniversitario sino en el de Politécnico, al salir de esta escuela, el estudiante posee el certificado de graduado de 12.º grado, con el cual puede aspirar a ingresar en un centro universitario.

## Emisoras
- Radio Cadena Agramonte
- Radio Florida
- Radio Nuevitas
- Radio Guáimaro
- Radio Santa Cruz
- Radio La voz de Bayatabo (municipio Minas)
- Radio Esmeralda.(municipio Esmeralda)
- Radio Camagüey.(municipio Camagüey)
- Radio Vertientes.(municipio Vertientes)
- Radio Cubitas. (municipio Sierra de Cubitas)

## Televisora
Televisión Camagüey
Canal 49, fue el primer canal de televisión fuera de la capital cubana, inició sus transmisiones en el año 1959 y lo hacía por ese entonces por el Canal 11, se conocía también como el Canal de Don Pancho. A los pocos años fue sacado del aire y desactivado, para emplear su equipamiento en La Habana y en el canal Telerebelde en Santiago de Cuba.
TV Camagüey reinició sus transmisiones el 24 de junio de 1984 como uno de los primeros cinco telecentros creados por la provincia. Tiene programación variada y es uno de los más importantes de Cuba. Entre los fundadores de esta nueva etapa están Michel Wilcox Portell, José Luis Cadenas, Ernesto Pantaleón Medina, Miozotis Fabelo Pinares, Mario Molina, Rosaura Muñoz, Raúl Vilato, Rolando García, José Manuel Sardiñas, Manuel Duanys, Mara Rodríguez, Flor Villanueva, Aldo Cepero, Oscar Hernández, Francisca Borrero, Américo Miranda, Rafael Estrada y Ramón Ricardo Puig.

## Personalidades
Enrique José Varona y Pera: 
Nació en Puerto Príncipe, actual ciudad de Camagüey, el 13 de abril de 1849, y falleció en La Habana el 19 de noviembre de 1933. Pedagogo y filósofo. Inició los estudios primarios en su ciudad natal. A los 11 años comenzó el aprendizaje de idiomas y llegaría a dominar diferentes lenguas. Obtuvo el título de Bachiller en el Instituto de Matanzas (1891), y los de Licenciado y Doctor en Filosofía y Letras, por la Universidad de La Habana, en 1892 y 1893, respectivamente.
Mons. Adolfo Rodríguez Herrera: Natural de Minas, Camagüey. Ordenado sacerdote en España el 18 de julio de 1948 luego de haber
concluido estudios en la Universidad Pontificia de Comillas. Nombrado al llegar a Cuba en 1948 "Coadjutor ad universitatem causarum" de la Iglesia Catedral en la ciudad de Camagüey y luego Párroco en la ciudad de Vertientes. El 27 de mayo de 1963 S. S. Juan XXIII lo nombra obispo titular de Tiberiópolis y Auxiliar de Camagüey. Fue consagrado el 16 de julio de 1963. S. S. Pablo VI lo nombró Titular de Camagüey el 10 de septiembre de 1964, primer obispo nativo. La diócesis de Camagüey fue elevada a Arquidiócesis Metropolitana por Bula Pontificia del Papa Juan Pablo II de fecha 5 de diciembre de 1998 y Adolfo el primer Arzobispo de Camagüey. En varios períodos ocupó el cargo de Presidente de la Conferencia de Obispos Católicos de Cuba, participó en el Concilio Vaticano II, donde conoció a Karol Józef Wojtyła (Juan Pablo II). Falleció el 9 de mayo de 2003, sus restos descansan en paz en la Catedral Metropolitana de Camagüey. 
Dr. Gonzalo Aróstegui del Castillo: 
Médico e integrante del movimiento científico en Cuba, nació en Puerto Príncipe, actual ciudad de Camagüey, el 27 de junio de 1859. Realizó sus primeros estudios en su ciudad natal, y a los 9 años inicia el Bachillerato, graduándose en el Instituto de La Habana. Cursa la carrera de Medicina en la Real Universidad de La Habana, hasta que en el 4.º año se traslada a España para concluirla en la Universidad de Madrid, en 1881.
Dr. Orfilio Peláez Molina: 
Eminente y prestigioso científico, conocido internacionalmente como el creador de un nuevo tratamiento para la Retinosis Pigmentaria. Doctor en Ciencias Médicas, Profesor Titular, Especialista de 2.º grado en Oftalmología. Director del Programa Nacional de Retinosis Pigmentaria y del Centro Internacional de Retinosis Pigmentaria "Camilo Cienfuegos".
Mayor general Ignacio Agramonte y Loynaz: 
Conocido como "el Mayor", fue un patriota. Abogado, político y general cubano nacido el 23 de diciembre de 1841 en Puerto Príncipe, actual provincia de Camagüey. Una vez iniciada la guerra por Carlos Manuel de Céspedes el 10 de octubre de 1868 en La Demajagua, los camagüeyanos secundan la acción con el levantamiento armado en Las Clavellinas. Muy pronto muestra sus dotes de dirigente político al enfrentarse en la reunión del Paradero de Las Minas a Napoleón Arango y sus seguidores el 26 de noviembre de 1868, quienes proponían un acuerdo con la metrópoli basado en reformas políticas; Agramonte responde vigorosamente:
"Acaben de una vez los cabildeos, las torpes dilaciones, las demandas que humillan: Cuba no tiene más camino que conquistar su redención, arrancándosela a España por la fuerza de las armas." Fue el protagonista del Rescate de Sanguily, reconocida como una de las proezas militares de los inicios de la Guerra de los Diez Años (1868-1878). Durante una de sus más brillantes campañas, luego de reconstruir las fuerzas del centro de la Isla, preparando la invasión de las Villas que tanto había sido propuesta por Máximo Gómez, cae en combate el 11 de mayo de 1873, en los potreros de Jimaguayú. Una emboscada lo sorprende con pocos ayudantes y una bala en una sien lo derriba. 
Dr. Carlos Juan Finlay: 
Nació el 3 de diciembre de 1833 en Puerto Príncipe (hoy Camagüey). Descubridor del agente trasmisor de la fiebre amarilla. Hijo de un médico escocés y de Isabel de Barrés, francesa. En 1844 viaja a Francia para continuar su educación en El Havre hasta el año 1846, en que regresa a Cuba a causa de una enfermedad. Dos años después vuelve a Francia; pero la Revolución de 1848 le obligó a permanecer en Londres, y cerca de un año en Maguncia.
Gertrudis Gómez de Avellaneda:
Nació el 23 de marzo de 1814 en la antigua ciudad de Santa María de Puerto Príncipe. Escritora y poetisa. Lectora incansable desde una corta edad. Vivió en Cuba hasta 1836 cuando en compañía de su familia salió hacia España. Los sentimientos que esta salida le causaron, quedaron plasmados en su soneto Al partir. Visitó, antes de llegar a su destino, algunas ciudades del sur de Francia.
Severo Sarduy: Reconocido escritor cubano de la segunda mitad del siglo XX. Nacido en la ciudad de Camagüey, el 25 de febrero de 1937 y fallecido en París, Francia, el 8 de junio de 1993.